# Фернандо де Нороња
Фернандо де Нороња (порт. Fernando de Noronha) архипелаг је у Атлантском океану, удаљен око 350 километара од Бразилске обале. Архипелаг има посебан статус унутар бразилске државе Пернамбуко.
Архипелаг је заштићен као Светска баштина Унеска.

## Галерија
- Карта архипелага
- Пејзаж архипелага Фернандо де Нороња
- Поглед из ваздуха
- Кристално чиста вода
- Подводни свет
- Залив Санчо
- Спинер делфини у заливу Делфин
- Morro Dois Irmãos
- Cacimba do Padre
- Cacimba do Padre плажа
- Ponta da Sapata
- Залазак сунца на плажи архипелага